# Хорватсько-данські відносини
Хорватсько-данські відносини (хорв. Hrvatsko-danski odnosi, дан. Forbindelserne mellem Kroatien og Danmark) — історичні і поточні двосторонні відносини між Хорватією та Данією. Нині характеризуються як «відмінні», «дружні» та «добре розвинені».
Офіційно розпочаті 15 січня 1992, коли Данія визнала Хорватію. Дипломатичні відносини встановлено 2 січня 1992. Відтоді ці дві країни підписали 26 договорів. 
Хорватія має посольство в Копенгагені і почесне консульство в Орхусі, тоді як Данія має посольство в Загребі і три почесні консульства в Дубровнику, Рієці та Спліті. Обидві держави є повноправними членами НАТО, ЄС, ОБСЄ, Ради Європи та СОТ. 2012 року Хорватія експортувала у Данію товарів на суму 39,6 мільйонів доларів та імпортувала данські товари на суму 110 мільйонів доларів.
2005 року Данія запустила в Хорватії програму сприяння розбудові державного управління, де основна увага зосереджувалася на розвитку компетенцій. На програму Данія виділила 13,5 млн данських крон
Данія активно підтримувала вступ Хорватії в Європейський Союз і НАТО, а її урядовці заявляли, що Хорватія буде 28-м членом ЄС, задовго до її офіційного прийняття у 2013 році.

## Інцидент
У червні 2015 року дансько-хорватські відносини привернули підвищену увагу після того, як громадянина Данії Ульріка Гресела Гаагенсена (дан. Ulrik Grøssel Haagensen) затримала хорватська поліція на «нічийній землі», відомій як «Ліберланд» між Хорватією і Сербією. Гресел Гаагенсен був заарештований і взятий під домашній арешт на 5 днів, після чого був засуджений на 15 днів тюремного ув'язнення, що викликало протести в Данії.

## Цікавинки
- Королева Данії Маргрете II була удостоєна найвищої відзнаки Республіки Хорватія — Великим орденом короля Томислава зі стрічкою та Великою Даницею. У свою чергу, 21 жовтня 2014 королева нагородила президента Хорватії Іво Йосиповича найвищою відзнакою — Орденом Слона.
- Перший фоторепортаж у Хорватії зняв хорватський фотограф данського походження Франьо Поммер.
- У Данії 2012 засновано Хорватську культурну спілку.